# Heemkundige kring
Een heemkundige kring (ook wel historische kring, geschiedkundige kring, heemkundekring, heemkring, oudheidkundige kring, erfgoedkring) of historische vereniging of historisch genootschap (dan wel oudheidkundige, dan wel geschiedkundige dan wel heemkundige vereniging) is een organisatie die zich bezighoudt met het vergroten van kennis over de geschiedenis en/of archeologie van de eigen leefomgeving en het bevorderen van belangstelling voor deze omgeving. Vaak is gekozen voor vereniging als rechtsvorm, soms voor stichting, soms voor werkgroep. 
Doorgaans is een dergelijke kring of vereniging gebonden aan een gebied, een land, provincie, regio, gemeente, stad of dorp, soms aan een thema. Verscheidene historische verenigingen kennen een lange geschiedenis en hebben zich ontwikkeld tot een genootschap.
Anders dan veel historische verenigingen richten verenigingen voor heemkunde of volkskunde zich niet exclusief op geschiedenis maar ook op het heden; hun activiteiten omvatten naast historische ook culturele, geografische en natuurhistorische aspecten. Voor sommige is genealogie een belangrijke activiteit, voor andere het veiligstellen of beheer van cultureel erfgoed.
In Vlaanderen en Nederland samen zijn ongeveer 1000 lokale en regionale historische verenigingen en heemkundige kringen.

## Ontstaan
Historische of heemkundige verenigingen zijn soms al in de negentiende eeuw opgericht, de meeste in de tweede helft van de 20e eeuw, en andere later, in de eenentwintigste eeuw. De verenigingen ontstonden in verschillende Europese landen, en ook bijvoorbeeld in de Verenigde Staten. Twee voorbeelden uit het Nederlandse taalgebied met een lange geschiedenis zijn Het Limburgs Geschied- en Oudheidkundig Genootschap dat voortkomt uit het Oudheidkundig Genootschap in het Hertogdom Limburg van 1863, dat weer voortbouwt op een wetenschappelijk genootschap dat in 1821 werd gesticht, en het Genootschap voor Geschiedenis te Brugge dat stamt uit 1838. Jonge voorbeelden zijn De Heemkundige Kring De Hellebaard te Herzele, in 2002 opgericht, en de Historische Vereniging Nei-Schoonebeek (Nieuw-Schoonebeek) uit 2010.

## Activiteiten
De regionale of lokale historische en heemkundige verenigingen ondernemen uiteenlopende activiteiten. De vereniging of daarbinnen actieve werkgroepen voeren archiefonderzoek en andere studies uit, of stimuleren dit. De meeste publiceren periodiek een tijdschrift of jaarboek en organiseren lezingen en exposities. Sommige organiseren cursussen of rondleidingen, beheren collecties, stimuleren monumentenzorg en/of zetten historische routes uit.
De kwaliteit en de mogelijkheden voor historisch onderzoek van de doorgaans door amateurs bestierde lokale en regionale verenigingen verschillen sterk van plaats tot plaats. Zo beschikken sommige kringen of verenigingen over een eigen archief of museale collectie en moeten andere zich wenden tot professionele instanties zoals archiefdiensten van de overheid. In principe zijn deze verenigingen voor iedereen toegankelijk waardoor geen garantie kan gegeven worden over de kwaliteit van de publicaties of lezingen.
Sommige provinciale historische verenigingen kennen onder hun leden, bestuursleden of redacties professionele historici, zoals in Groningen en Gelderland en/of onderhouden banden met universiteiten. 
In Nederland zijn er in de meeste provincies historische verenigingen, die vaak professioneel opereren en soms wetenschappelijke publicaties uitbrengen. Ook in Vlaanderen zijn er provinciale koepels. Omdat veel van de lokale en regionale kringen of verenigingen een archief, een documentatiecentrum of een museum beheren, zijn ze als bewaarders van lokaal erfgoed vaak een belangrijke cultuurdrager in de betreffende plaats.

## Heropleving en omvang
In de laatste decennia van de twintigste eeuw ontstonden veel nieuwe lokale historische verenigingen.
De gemeentelijke fusies van 1 januari 1977 riepen in België veel heemkundige kringen in het leven. De fusie-operatie deed leerkrachten, studenten en raadsleden zoeken naar de eigen identiteit van de gemeente of de stad die op dat moment in een groter geheel opgenomen werd. Ook in Nederland leidden gemeentelijke herindelingen tot een opleving.
Reeds bestaande heemkringen konden rekenen op een hernieuwde populariteit vanwege de groeiende belangstelling voor genealogisch onderzoek. Steeds meer mensen gingen op onderzoek uit naar hun eigen herkomst en konden hiervoor vaak een beroep doen op een heemkring. Naar schatting zijn er in Vlaanderen 450 verenigingen actief (met ruim 130.000 leden) en in Nederland ruim 500 verenigingen (met tussen de 150.000 en 300.000 leden).

## Verenigingen op landelijk of gewestelijk niveau
Een van de oudere Nederlandse historische genootschappen is het Koninklijk Oudheidkundig Genootschap uit 1858, dat inmiddels een omvangrijke collectie heeft opgebouwd, welke grotendeels is ondergebracht in het Rijksmuseum. Daarnaast is er het Koninklijk Nederlands Historisch Genootschap, een in 1877 opgerichte professionele organisatie voor geschiedenis die onder meer het academisch tijdschrift Bijdragen en Mededelingen betreffende de Geschiedenis der Nederlanden uitgeeft. In België bestaat sinds 1842 De Koninklijke Academie voor Oudheidkunde van België. Deze vereniging wil het archeologisch en kunsthistorisch onderzoek in België bevorderen en is uitgever van het Belgisch Tijdschrift voor Oudheidkunde en Kunstgeschiedenis. De Koninklijke Nederlandse Oudheidkundige Bond uit 1899 is een op kennisontwikkeling gerichte vereniging met als maatschappelijk doel het behoud van het culturele erfgoed in Nederland. Daarnaast functioneert sinds 1911 Erfgoedvereniging Heemschut, een Nederlandse vereniging die eveneens streeft naar het behoud van cultuurmonumenten. De Archeologische Werkgemeenschap Nederland (1951) verenigt amateurarcheologen en komt op voor de archeologische belangen in steden, dorpen en streken. De Nederlandse Genealogische Vereniging, het Koninklijk Nederlandsch Genootschap voor Geslacht- en Wapenkunde en de genealogische vereniging Ons Voorgeslacht bevorderen de genealogie in Nederland. In Vlaanderen is Familiekunde Vlaanderen de overkoepelende genealogische amateursvereniging.

## Heemkunde, geschiedenis, oudheidkunde of erfgoed
In de naamgeving van de verenigingen of kringen worden uiteenlopende termen gebruikt. De betekenissen van deze verschillende termen overlappen echter sterk. Geschiedenis (of historie) gaat over gebeurtenissen in het verleden. Met historische studies probeert men inzicht te verkrijgen in culturen en volken uit het verleden. Daarbij gebruikt men uiteenlopende bronnen, geschreven en ongeschreven. Soms rekent men oudheidkunde of archeologie tot het vakgebied van de geschiedenis. In de archeologie bestudeert men overblijfselen, vaak gebruiksvoorwerpen, van oude culturen om deze culturen te reconstrueren en te begrijpen.
Bij heemkunde of volkskunde betreft het onderzoek de eigen leefomgeving. Dat onderzoek kan historisch of archeologische van aard zijn, maar het kan ook gaan om taalkundige, cultuurwetenschappelijke, aardrijkskundige en biologische studie van het heden. Bij heemkunde staat erfgoed vrijwel altijd centraal, zowel materieel cultureel erfgoed, zoals monumenten, archieven, kunstwerken en beschermde dorpsgezichten, als immaterieel cultureel erfgoed, bijvoorbeeld dialecten, verhalen, muziek, rituelen, feesten, eetcultuur, jacht en ambachten. Veel regionale en lokale verenigingen combineren activiteiten gericht op geschiedenis, oudheidkunde, heemkunde, alsmede stamboomonderzoek, familiegeschiedenis of genealogie.

## Voorbeelden in Nederland

### Drenthe
In de Provincie Drenthe bestaat de Drentse Historische Vereniging (DHV) sinds 1981. Deze vereniging wil de kennisverwerving over de Drentse geschiedenis en genealogie bevorderen. De DHV ontstond uit het samengaan van de Historische Vereniging Drenthe (uitgever van de Baander) en de Drentse Genealogische Vereniging (uitgever van Spint’arwten). DHV geeft vier keer per jaar Waardeel, Drents Historisch Tijdschrift uit. Ook publiceert de vereniging jaarlijks het Drents Genealogisch Jaarboek, en samen met de Drents Prehistorische Vereniging, de Stichting Vrienden van het Drents Museum, het Drents Archief en uitgeverij Van Gorcum de Nieuwe Drentse Volksalmanak. De Vereniging organiseert Lezingen op Locatie en om de twee jaar een symposium. Jaarlijks wordt de DHV-prijs uitgereikt. In 2016 had DHV 850 leden.
Daarnaast hebben alle 34 (voormalige) gemeenten in Drenthe ten minste een eigen plaatselijke historische vereniging, waarvan de meeste na 1980 zijn opgericht. De in totaal circa 50 verenigingen hebben samen naar schatting 30.000 leden. Vertenigingen zijn er onder andere in Meppel (Stichting Oud Meppel), Nieuw Schoonebeek (Historische vereniging Nei-Schoonebeek) en Rolde (Rolder Historisch Gezelschap).

### Flevoland
In de provincie Flevoland is geen historische vereniging die op provinciaal niveau opereert. Wel zijn er lokale verenigingen actief.

### Friesland
In de provincie Friesland is het Koninklijk Fries Genootschap voor Geschiedenis en Cultuur actief, opgericht in 1827. Het geeft twee periodieken uit: het (wetenschappelijk) jaarboek De Vrije Fries en het meer op het brede publiek gerichte Fryslân. Het genootschap was oprichter van het Fries Museum, en is formeel eigenaar van een deel van de collectie. In Friesland zijn er nog ongeveer 20 andere verenigingen die op het niveau van stad, dorp, gemeente of regio georganiseerd zijn. Een van de verenigingen is de Leeuwarder Historische Vereniging Aed Levwerd (Leeuwarden). De Historische Vereniging Noordoost-Friesland beslaat de gelijknamige regio.

### Gelderland
De provincie Gelderland kent op provinciaal niveau Vereniging Gelre (1897) en Erfgoed Gelderland (1957). De vereniging Gelre organiseert excursies naar normaal niet toegankelijke historische bezienswaardigheden en brengt boeken en andere publicaties uit zoals de Bijdragen en Mededelingen Gelre, ook wel het Jaarboek genoemd. Tevens organiseert de vereniging de zogenaamde Gelredagen. Erfgoed Gelderland is in 2016 voortgekomen uit de organisatie Gelders Erfgoed. Erfgoed Gelderland ondersteunt het behoud van het erfgoed in de provincie en biedt diensten aan andere erfgoedorganisaties zoals historische verenigingen.
In Gelderland zijn ongeveer 50 historische verenigingen. Dergelijke verenigingen zijn er onder meer in en voor Aalten e.o. (Oudheidkundige Werkgemeenschap Aalten - Dinxperlo - Wisch), Borculo (Historische Vereniging Borculo), Doetinchem (Historische Vereniging Doetinchem), Eibergen (Historische Kring Eibergen), Epe e.o. (De historische vereniging voor Emst), Gorssel e.o. (De elf marken), Huissen (Historische Kring Huessen), Nunspeet (Heemkundige Vereniging Nuwenspete), Wageningen (Historische Vereniging Wageningen), Zutphen (Historische Vereniging Zutphen) en de Veluwe (Historische Kring Veluwe).

### Groningen
In de Provincie Groningen bestaat op provinciaal niveau de Vereniging Stad & Lande (1924). Deze vereniging geeft het cultuurhistorisch tijdschrift Stad & Lande uit en het Historisch Jaarboek Groningen. Daarnaast organiseert ze restauraties van monumenten en neemt ze deel aan de Dag van de Groninger Geschiedenis. In de provincie zijn verscheidene lokale historische verenigingen, zoals die in Delfzijl ( Stichting Cultureel Erfgoed Gemeente Delfzijl) en Marum (Heemkundekring Vredewold-West). Ook Westerwolde, dat eeuwenlang een bijzondere positie heeft gehad als vrije landgemeente ('terra'), leenheerlijkheid en generaliteitsland, heeft een eigen Historische Vereniging Westerwolde (1980).

### Limburg
Provincie Limburg heeft als provinciale organisatie het Limburgs Geschied- en Oudheidkundig Genootschap dat stamt uit 1929, maar diverse voorgangers heeft waarvan de oudste is opgericht in 1821. Het Limburgs Geschied- en Oudheidkundig Genootschapstichtte bewerkstelligde onder meer een bijzondere leerstoel Limburgse rechtsgeschiedenis aan de Universiteit Maastricht en publiceerde de Canon van Limburg. Het geeft verder het historisch tijdschrift De Maasgouw uit en het jaarboek Publications de la Société Historique et Archéologique dans le Limbourg. In Limburg zijn ruim 100 historische verenigingen, bijvoorbeeld in de dorpen tussen Belfeld en Swalmen (Heemkundevereniging Maas- en Swalmdal), Geleen (Heemkunde vereniging Geleen en Roermond (Stichting Rura).

### Overijssel
In Provincie Overijssel bestaat de Vereeniging tot beoefening van Overijselsch Regt en Geschiedenis (1858). Jaarlijks publiceert deze vereniging de Overijsselse Historische Bijdragen. In Overijssel zijn ongeveer 50 historische verenigingen. Zo zijn er verenigingen in Almelo (Historische Kring Stad en Ambt Almelo), Denekamp (Heemkunde Denekamp), Deventer (Historische Vereniging Deventer), Enschede e.o. (Stichting Historische Sociëteit Enschede-Lonneker) en Zwolle (Zwolse Historische Vereniging).

### Noord-Brabant
De provinciale organisatie in de Provincie Noord-Brabant is de Stichting Brabants Heem, opgericht in 1947. Deze stichting bundelt ruim 100 Noord-Brabantse heemkundekringen met gezamenlijk circa 33.000 leden. Dergelijke verenigingen zijn onder meer in Gilze en Rijen (Heemkring Molenheide).

### Noord-Holland
In de provincie Noord-Holland is geen provinciale historische of vergelijkbare vereniging. Wel zijn er historische verenigingen op dorps- of stadsniveau actief. Dit geldt bijvoorbeeld voor Alkmaar (Historische Vereniging Alkmaar), Bussum (Historische Kring Bussum), Callantsoog (Historische Vereniging Callantsoog), Den Helder (Helderse Historische Vereniging), Haarlem (Historische Vereniging Haerlem), Midwoud en Oostwoud (Historische vereniging Midwoud en Oostwoud), Monnickendam (Vereniging Oud Monnickendam) en Schermer (Oudheidkundige Vereniging Het Schermereiland), Velsen (Historische Kring Velsen, hkv). Op streekniveau zijn er onder andere verenigingen in Gooi en Vechtstreek (Tussen Vecht en Eem), West-Friesland (Westfries Genootschap) en Vereniging Oud Hoorn (Oud Hoorn).

### Utrecht
In de Provincie Utrecht richt de Vereniging Oud-Utrecht (opgericht in 1923) zich op zowel de geschiedenis, archeologie als de monumentenzorg van de stad en de provincie Utrecht. De vereniging telt ongeveer 2000 leden. De vereniging is uitgever van het tijdschrift Oud-Utrecht en een jaarboek. In Utrecht zijn ongeveer vijftig historische verenigingen. Voorbeelden zijn die in Amersfoort (Oudheidkundige Vereniging Flehite), Baarn (Historische Kring Baerne), Soest (Historische vereniging Soest-Soesterberg) en Voormalige Gouw Niftarlake (tussen Utrecht en Muiden) (Oudheidkundig Genootschap Niftarlake).

### Zeeland
In Zeeland zijn ongeveer 15 historische verenigingen. Dergelijke verenigingen zijn onder meer in Arnemuiden (Historische Vereniging Arnemuiden), Noord-Beveland en Zuid-Beveland (Heemkundige Kring De Bevelanden), Walcheren (De Heemkundige Kring Walcheren) en Zeeuws-Vlaanderen (Oudheidkundige Kring "De Vier Ambachten"). De Stichting Erfgoed Zeeland, een servicecentrum en kennisinstelling, en de werkgroep CultuurHistorie van het Koninklijk Zeeuwsch Genootschap der Wetenschappen richten zich op de gehele provincie. Het Zeeuwsch Genootschap geeft een jaarboek uit onder de titel Archief, Mededelingen van het Koninklijk Zeeuwsch Genootschap der Wetenschappen, dat wetenschappelijke artikelen bevat die vaak handelen over de historie, archeologie of geografie van Zeeland.

### Zuid-Holland
In de provincie Zuid-Holland is geen overkoepelende historische of heemkundige vereniging. Wel zijn er ongeveer 30 historische verenigingen, voor verschillende steden en streken, zoals in Dordrecht (Historische Vereniging oud-Dordrecht), Leiden (Historische vereniging Oud Leiden), Rotterdam (Historisch Genootschap Rotenodamum), Vleuten e.o. (Historische Vereniging Vleuten, De Meern, Haarzuilens & Leidsche Rijn) en het Westland (Genootschap Oud-Westland).

## Voorbeelden in Vlaanderen
In Vlaanderen bestaan provinciale koepels die heemkundige kringen ondersteunen, op hun beurt overkoepeld door Histories vzw. Het Forum voor Erfgoedverenigingen is in 2012 opgegaan in Herita vzw, die zich bekommert om gebouwde monumenten, landschap en archeologie. Onderstaande geeft per provincie voorbeelden en is niet bedoeld een volledig overzicht te zijn.

### Antwerpen
In de provincie Antwerpen is een van de taken van Heemkunde Gouw Antwerpen (opgericht in 1963) om de provinciale subsidies te verdelen over de heemkundige kringen met een museum en initiatieven en de belangen van deze kringen te ondersteunen. De organisatie publiceert het tijdschrift Heemkunde Gouw Antwerpen vz. Een van de circa 100 kringen in deze provincie is Taxandria, Geschied- en Oudheidkundige Kring van de Antwerpse Kempen.

### Limburg
In de provincie Limburg beoogt Heemkunde Limburg vzw de heemstudie en heemschut te bevorderen en de belangen hiervan en van de ruim 75 heemkringen te verdedigen. De organisatie hanteert een brede benadering van de heemkunde en richt zich zowel op geschiedenis als op archeologie, familiekunde, natuurstudie, industriële archeologie en volkskunde. Heemkringen zijn onder meer in Genk (Geschied- en heemkundige kring van Genk) en Hasselt (Erfgoedkring Herkenrode-Kuringen).

### Oost-Vlaanderen
In de provincie Oost-Vlaanderen is het Heemkunde Oost-Vlaanderen vzw (opgericht in 1964) die het werk van ruim 40 lokale kringen (met in totaal bijna 20000 leden) coördineert en ondersteunt. De organisatie organiseert jaarlijks een Heemdag en reikt dan de Reinaertprijs uit aan een heemkundige die zich zeer verdienstelijk heeft betoond. Ook worden tweejaarlijks enkele restauraties bekroond. Onder meer Dendermonde (Oudheidkundige Kring van het Land van Dendermonde), Gent (Heemkundige en Historische Kring Gent) en Herzele (Heemkundige Kring De Hellebaard) kennen een heemkundige kring.

### Vlaams Brabant
In de provincie Vlaams Brabant overkoepelt Heemkunde Vlaams Brabant vzw (opgericht in 1963) de heemkringen. De organisatie organiseert cursussen en jaarlijks een ontmoetingsdag waarop een bepaald thema centraal staat (zoals brouwerijen, reuzen, adel, duivensport, paternalisme en mecenaat) en waarop een prijs wordt uitgereikt aan een van de ongeveer 70 heemkringen of een heemkundige. Sommige steden kennen drie of meer heemkringen. In bijvoorbeeld Leuven zijn er de Heemkundige Kring Vlierbeek, de erfgoedvereniging Van Wicmale Tot Wijgmaal en Het Leuvens Historisch Genootschap.

### West-Vlaanderen
In de provincie West-Vlaanderen zijn bij Heemkunde West-Vlaanderen vzw (eerder West-Vlaams Verbond van Kringen voor Heemkunde vzw) (gesticht in 1958) ongeveer veertig heemkringen aangesloten. Jaarlijks wordt een Heemdag georganiseerd. Uit Brugge stammen het Genootschap voor Geschiedenis te Brugge en het Oudheidkundig Genootschap van Brugge. In de  Oostendse deelgemeente Stene is Heemkring 't Schorre Steene actief.